# لیچک
لیچک (به ارمنی: Լիճք) یک شهر در ارمنستان است که در استان گغارکونیک واقع شده‌است. لیچک در  کیلومتری شمال گاوار، مرکز استان گغارکونیک واقع شده است.

## خصوصیات
لیچک ۵٫۱۰ کیلومترمربع مساحت و ۵٬۴۶۷ نفر جمعیت دارد و ۱٬۹۲۹ متر بالاتر از سطح دریا واقع شده‌است.

## نگارخانه

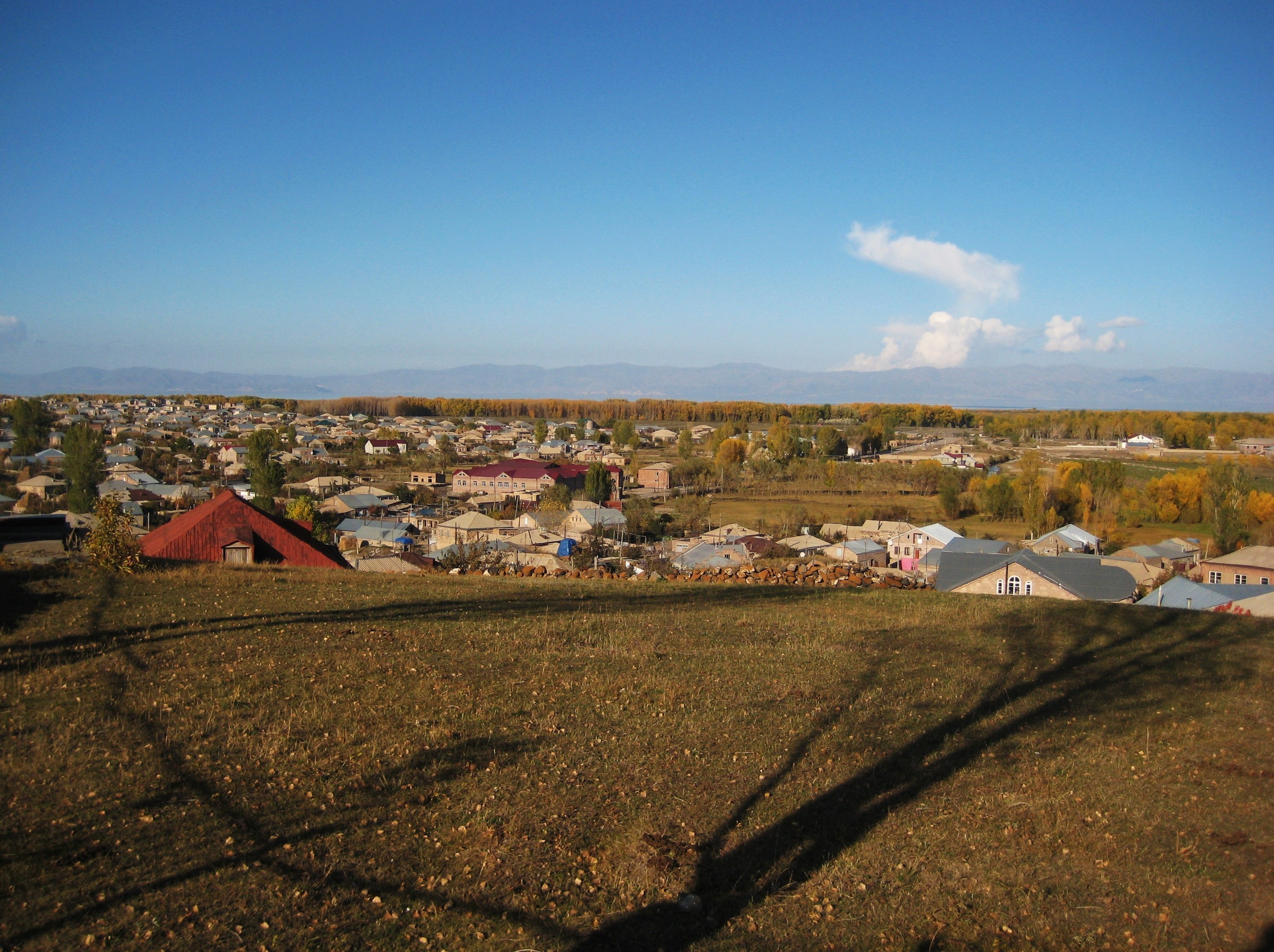
Lichk as seen from the church and cemetery
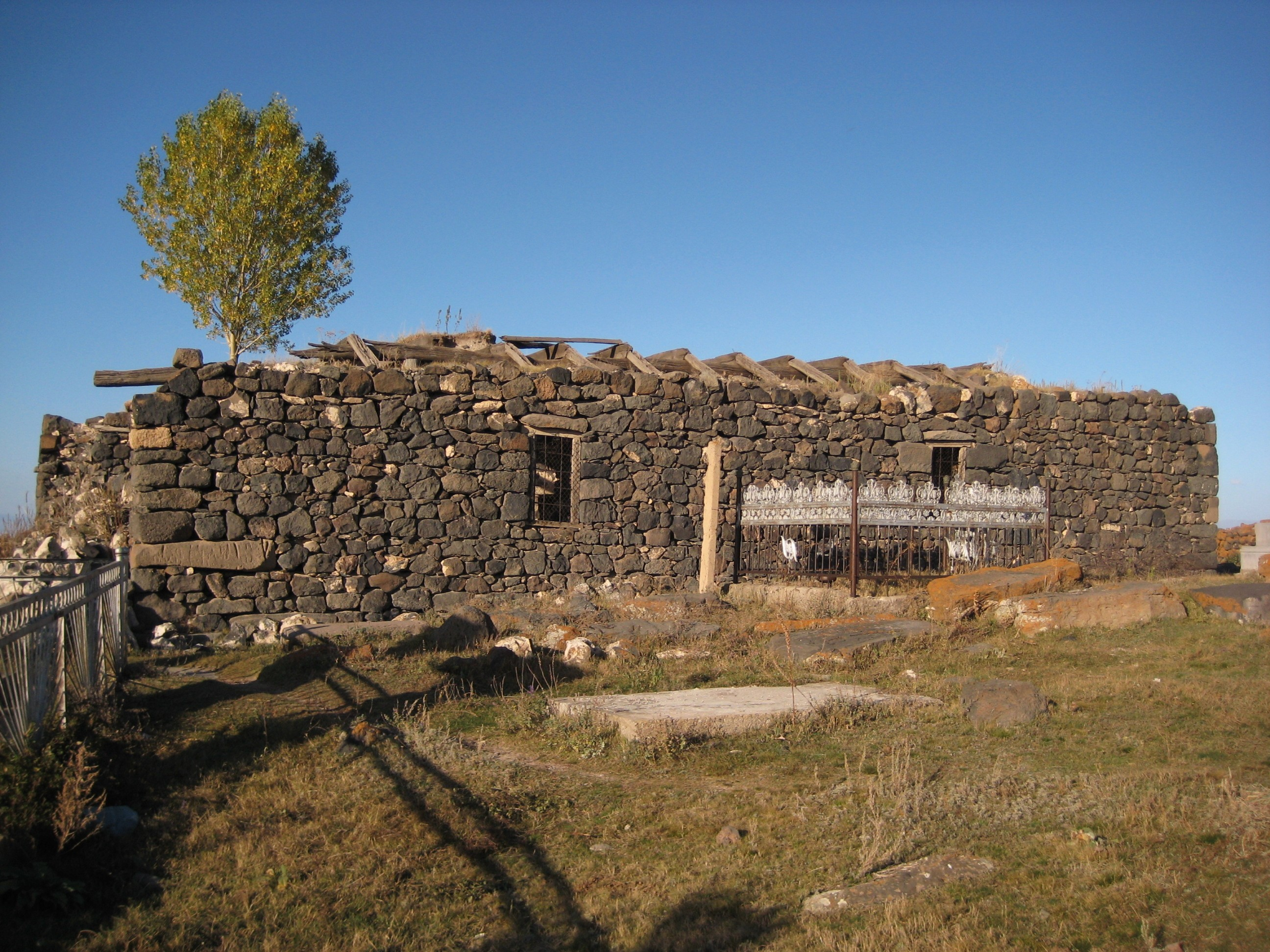
S. Astvatsatsin Church at the hilltop cemetery
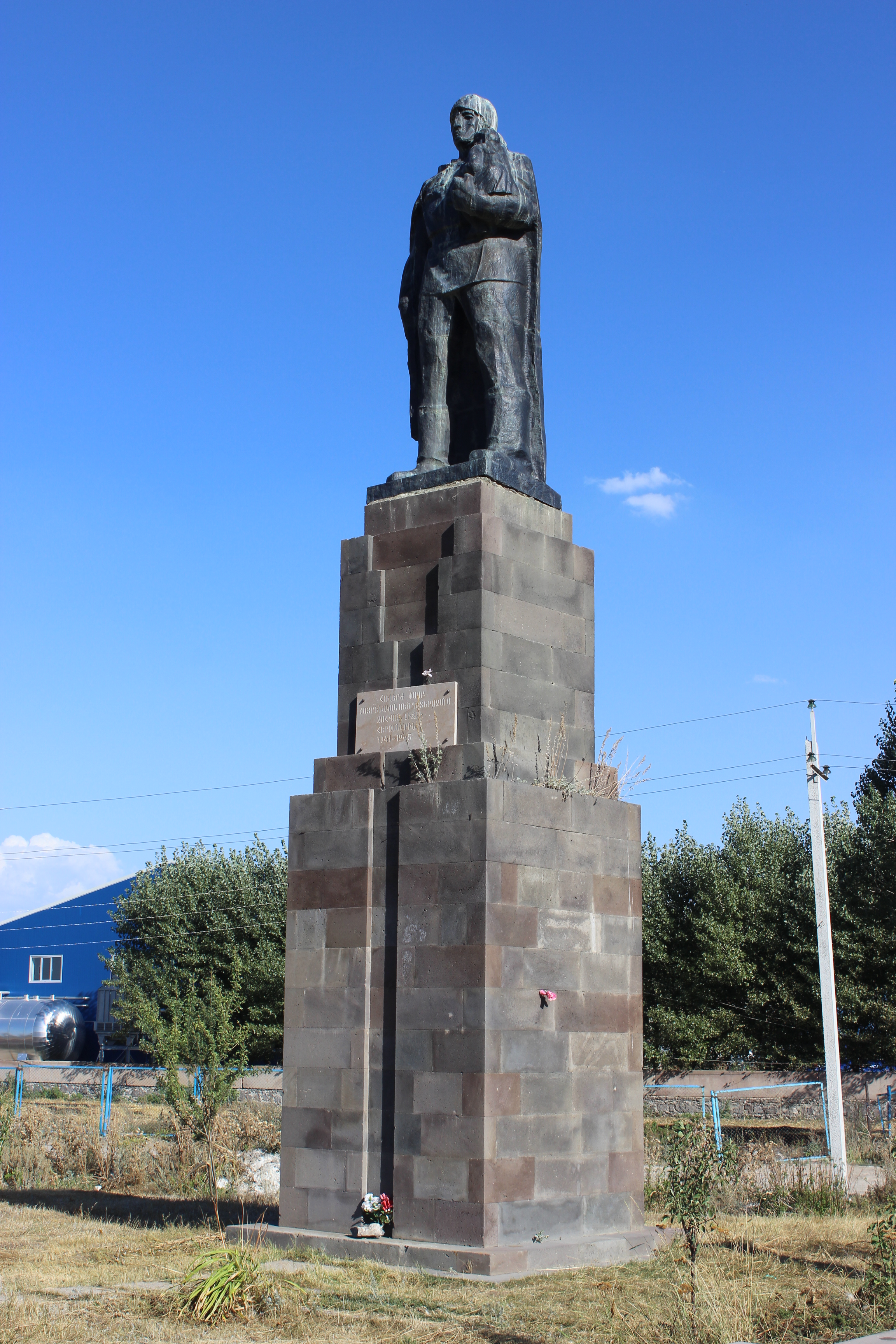
WWII Unknown Soldier Monument
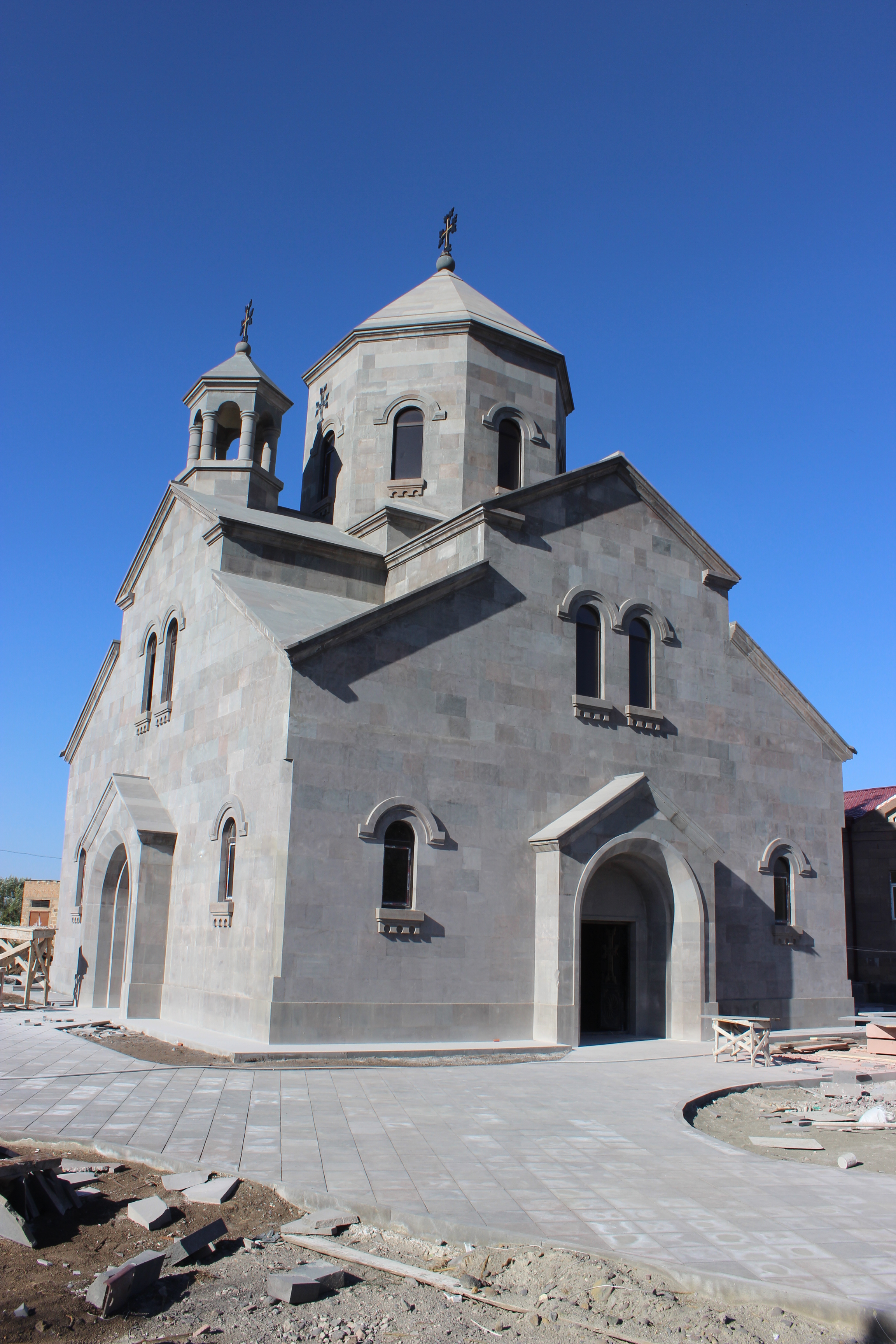
New church under construction, September 2014
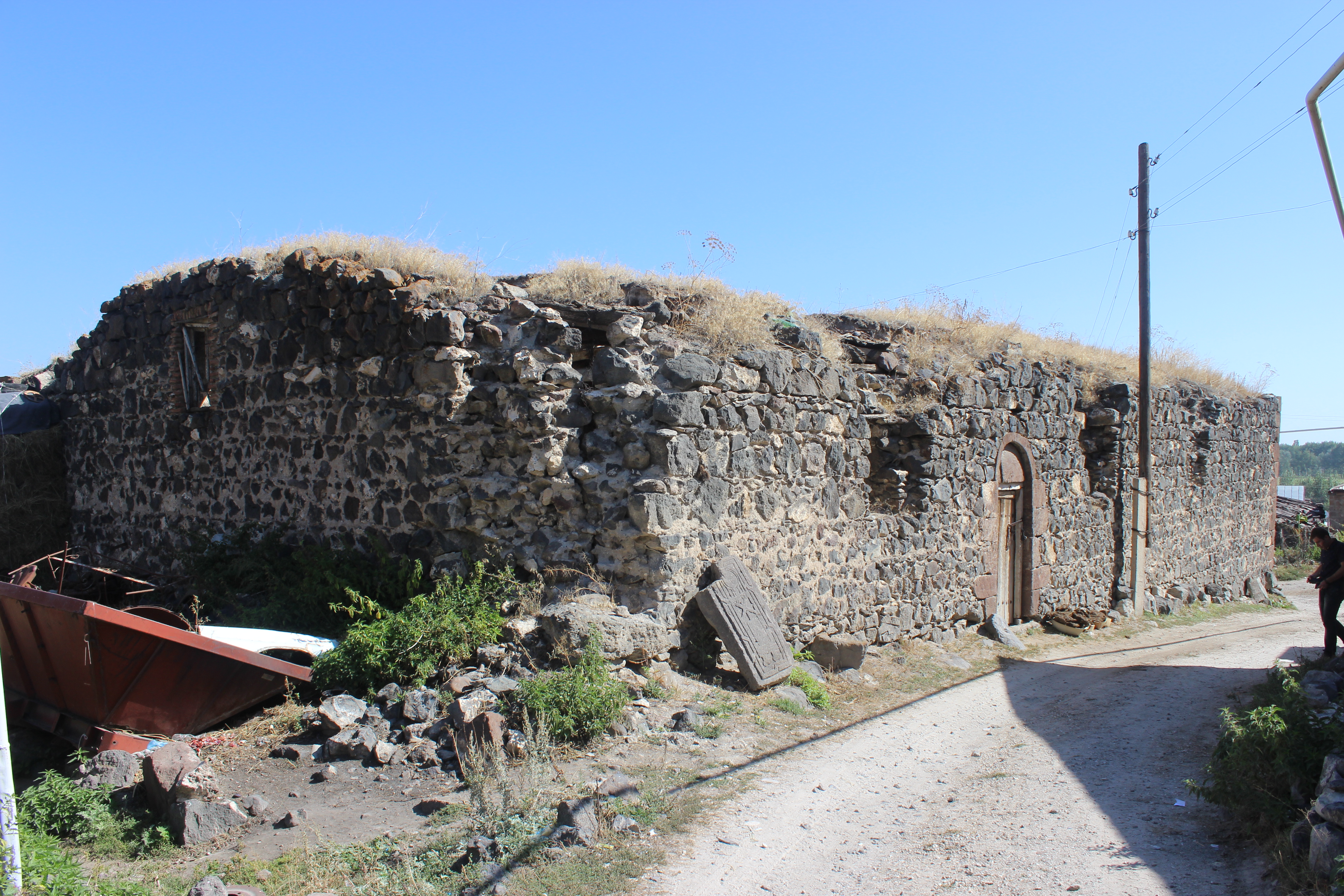
Church ruin, 1872
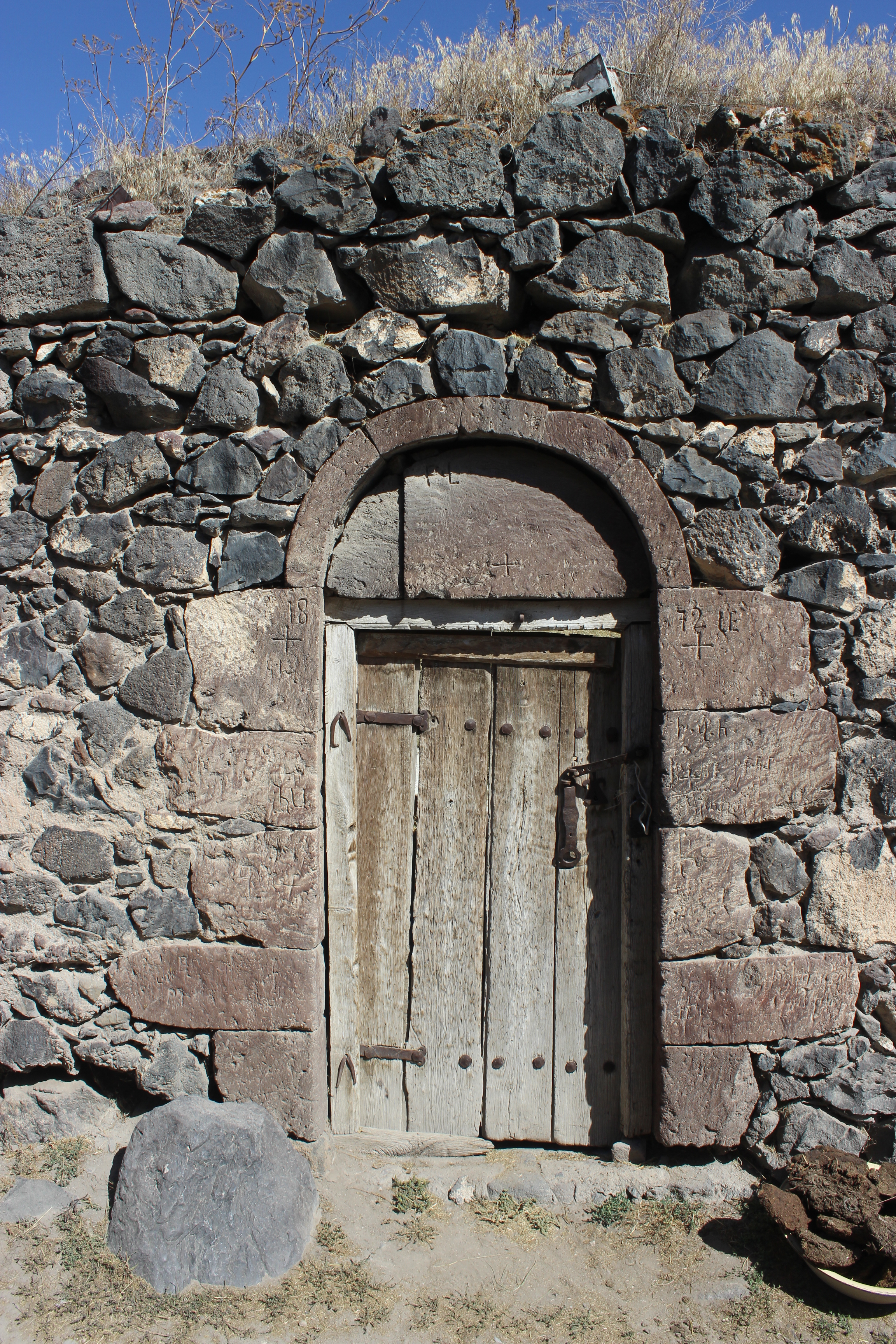
Church ruin door, with date 1872
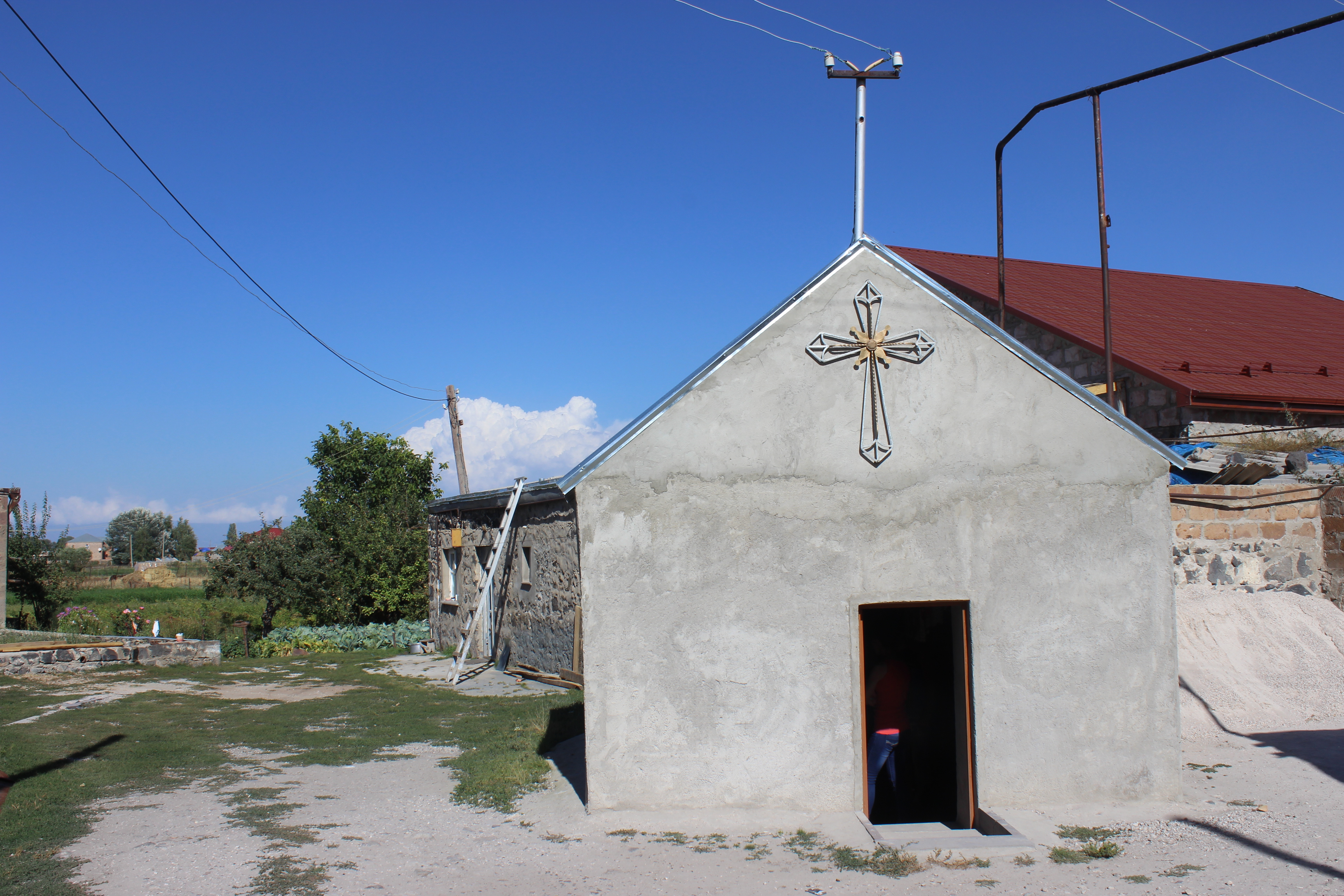
Tukh Manuk ("Dark Child") shrine
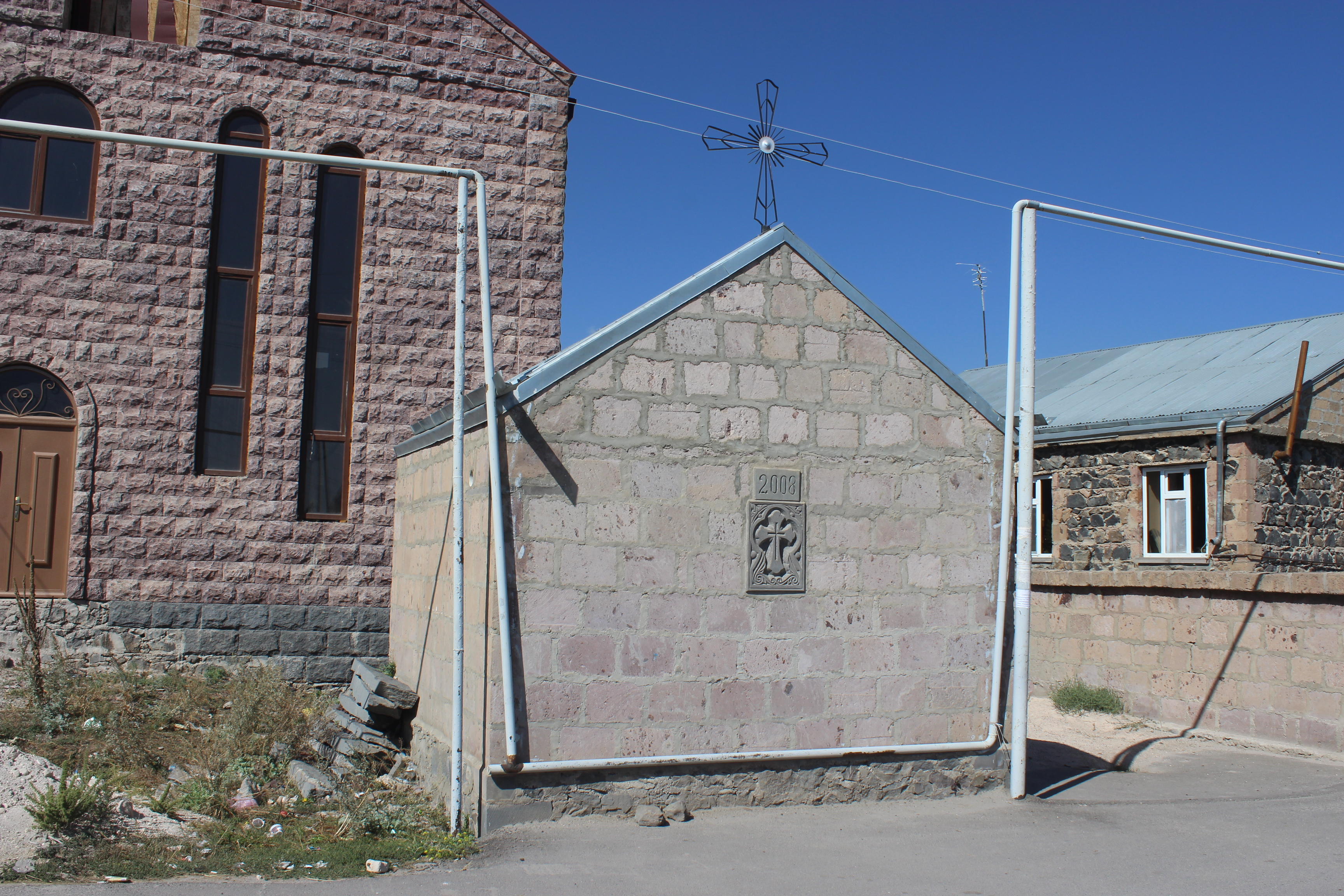
A newly constructed chapel, 2008